# Tomasz Peta
Tomasz Bernard Peta (né le 20 août 1951 à Inowrocław en Pologne) est l'actuel archevêque de l'archidiocèse d'Astana au nord du Kazakhstan.

## Biographie
Tomasz Peta a poursuivi études au séminaire de l'archidiocèse de Gniezno, puis s'est spécialisé en théologie pastorale à Varsovie. Il est ordonné prêtre le 5 juin 1976 et devient vicaire de paroisse. Il part pour le Kazakhstan, un an avant la dislocation de l'URSS et devient en 1990 curé de la petite paroisse d'Oziornoïé au nord du pays (devenu aujourd'hui sanctuaire national); ensuite il est doyen de la région pastorale du Kazakhstan-Septentrional. La superficie est immense et il faut retrouver des descendants de catholiques (le plus souvent descendants de Polonais, d'Allemands du Kazakhstan ou encore de Lituaniens), après plus de soixante ans de communisme athée, afin de reconstituer des communautés paroissiales.
Le pape Jean-Paul II le nomme en 1999 administrateur apostolique de la nouvelle capitale Astana dont le siège rayonne sur le nord du pays. En 2001, il est nommé évêque titulaire de Benda (de) et il est consacré évêque par le pape lui-même en la basilique Saint-Pierre le 19 mars 2001. Les cardinaux Sodano et Re sont les co-consécrateurs. L'administration apostolique d'Astana devient en 2003 archidiocèse (placé sous le vocable de la Très-Sainte-Vierge) et Mgr Peta en est l'archevêque.
Le pape Benoît XVI l'a nommé en 2008 membre de la Congrégation pour le clergé.
Mgr Peta a reçu la citoyenneté kazakhe.